# 邦彭谢雷
邦彭谢雷（義大利語：Bompensiere），是意大利卡尔塔尼塞塔省的一个市镇。总面积19平方公里，人口632人，人口密度33.3人/平方公里（2009年）。ISTAT代码为085002。